# Ignasi García
Ignasi García Barba (Barcelona, 1964) es un dramaturgo, guionista de  televisión y director teatral. 

## Biografía
Licenciado en Historia del Arte por la Universidad de Barcelona, Diplomado en Interpretación por el Instituto del Teatro de Barcelona y ha asistido a numerosos Seminarios de Dramaturgia dirigidos e impartidos por José Sanchís Sinisterra en la Sala Beckett de Barcelona.
Una de sus primeras obras fue El caserón del miedo o Les nits de lluna plena (Las noches de luna llena), 1995, Editorial Millà de Barcelona, recién diplomado en interpretación y siendo profesor de teatro.
Alguna de sus obras, como Rutas de Alto Riesgo, Mares de hierba, o Amanecer en Orán han sido estrenadas bajo su dirección teatral y otras bajo la dirección de prestigiosos directores, como "Marina", dirigida por Calixto Bieito. En su labor como director escénico destaca también Terror y Miseria en el Tercer Reich, de Bertolt Brecht, así como la dirección adjunta de la obra Terror y Miseria en el Primer Franquismo, de José Sanchis Sinisterra, ambas con el grupo Teatro del Común (Madrid), con el que ganó el Premio Max de Nuevas Tendencias Escénicas. También para el Teatro del Común ha escrito, en colaboración con otros autores, "La orilla perra del mundo" -Editorial Akal, 2008-.
Ha sido guionista de Estació d'enllaç para TVC, de Compañeros para Antena 3, de El cor de la ciutat para TVC, de Un paso adelante para Antena 3, de Los Serrano para Telecinco, de Mesa para cinco -adaptación de la serie americana Party of five- para La Sexta y de Yo soy Bea para Telecinco, de Bandolera para Antena 3, de Gran Reserva, el origen para TVE. de Amar es para siempre para Antena 3,  de En Tierras Salvajes para Televisa. de Centro Médico TVE y de Servir y proteger TVE.

"Ignasi García conoce muy bien esta casuística diversa y compleja del arte del monólogo, y Rutas de alto riesgo es una muestra notable de este saber dramatúrgico y de la riqueza situacional que con él se puede desplegar. Su experiencia como actor, autor y director le permite construir un universo dramático de amplias dimensiones y feroz intención crítica, con sólo una actriz que habla y actúa ante el público. Pero esta actriz es, ante todo, un personaje consistente y complejo, y este público no es una vaga instancia receptiva sino una colectividad concreta que está ahí, por motivos igualmente concretos, complejos y consistentes. Dicho con otras palabras: el rigor y el riesgo dramatúrgicos de Ignasi García en esta obra consisten en integrar a la actriz y al público en una misma situación ficcional, inmersos todos en un espacio y un tiempo que los construyen como sujetos de una específica circunstancia teatral. Todos son -somos- personajes convocados por el autor a un morboso viaje turístico que nos depara, por un módico precio, la posibilidad de ser espectadores y hasta cómplices de una cruenta guerra fratricida, vagamente balkánica. Instaurando pues esta simple convención teatral (el personaje interpela al público atribuyéndole una identidad ficticia), todo un complejo universo dramatúrgico se despliega paulatinamente ante nosotros. Nos encontramos -la escena lo evoca- en un “interior sucio y muy deteriorado de un piso castigado por las bombas”, y los sonidos bélicos que proceden del exterior subrayan intermitentemente esta circunstancia. Pero también las palabras de Berta, obligada por su precaria situación económica a ejercer de guía en estas “Rutas de alto riesgo”, van configurando, en infernales círculos concéntricos, un espacio extraescénico que nos resulta lamentablemente familiar: calles bombardeadas, campos de refugiados, campos de exterminio con hornos crematorios, fosas comunes... No hace falta, pues, reiterar hasta qué punto el monólogo, cuando es abordado desde una perspectiva dramatúrgicamente ambiciosa, es capaz de contener tanta complejidad situacional y tan áspera intención crítica como cualquier otra estructura dramática. En Rutas de alto riesgo, Ignasi García demuestra que no hay formas menores y mayores, sino grados diversos de articular en los textos la exploración sistemática del mundo y del arte."
José Sanchís Sinisterra, a propósito de la publicación del monólogo "Rutas de alto riesgo".

"La aparición” está escrita con dos armas muy poderosas que se vuelven irresistibles cuando, como aquí, golpean juntas: una comicidad inteligente y un impulso crítico que nunca es destructivo. Ignasi consigue hacer reír a lectores y espectadores sin dejar de tomarse muy en serio a sus personajes y sus dramas. Sabe que hacer reír puede ser el mejor modo de hacer pensar. Sabe que la risa obliga a mirar el mundo de otro modo... Quienes conocemos a Ignasi sabemos que esa mirada crítica y al tiempo compasiva que atraviesa La aparición, una mirada que muerde sin hacer sangre, es la que su autor lleva por la vida. La mirada que nos hace querer a Ignasi y admirar su teatro."
Juan Mayorga, a propósito de la publicación de "La aparición".

## Obra
- Amanecer en Orán (1994)
- Las sombras del valle negro (2023)
- En un lugar de la Mancha (2013), Editorial Fundamentos
- El chip experimental (2007), Anaya
- Rutas de Alto Riesgo (2006)
- Marina/Preludi en dos temps/El bosc que creix (2006)
- Reconstrucció dels fets (2000)
- La decisió de Vila-neta (1999)
- Mares de hierba (1998)
- Amanecer en Orán (1996), finalista del premio Teatro Breve
- Camino de Tombuctú (1996)
- El caserón del miedo o Les nits de lluna plena (Las noches de luna llena), 1995, Editorial Millà de Barcelona.[1]

## Premios
- Mención de Honor en el Certamen Nacional e Internacional de Teatro Breve Carlos Aguilera (Uruguay)  con la obra El tesoro indígena. (2016)
- Accésit del Premio SGAE de Teatro infantil y juvenil por la obra El chip experimental (2005).
- Premio Buero Vallejo por la obra Rutas de alto riesgo (2004).
- Premio Max de las Artes Escénicas en la modalidad Nuevas Tendencias escénicas con el grupo Teatro del Común, por la obra Terror y Miseria en el Primer Franquismo (2004).
- Finalista del Premio Teatro Breve por la obra Amanecer en Orán (1994).